# Operazione Soulcatcher
Operazione Soulcatcher (Soulcatcher)	 è un film del 2023 diretto da Daniel Markowicz.

## Trama
Kiel lavorava per i servizi segreti polacchi che combatte il terrorismo per conto di una compagnia militare privata. Accetterà una missione insieme a suo fratello Piotr in un paese che è governato da un potente signore della guerra locale.

## Distribuzione
Il film è stato distribuito sulla piattaforma Netflix a partire dal 2 agosto 2023.